# اجعليني ارقص (أغنية ون دايركشن)
اجعليني ارقص (بالإنجليزية: Rock Me)‏ هي أغنية من قبل فرقة الفتيان الإنجليزية-الأيرلندية ون دايركشن من ألبومهم الإستديو الثاني، خذني إلى المنزل (2012). كُتبت بواسطة بيتر سفينسون، وسام هولاندر، ولوكاز جوتوالد، وهنري والتر، وبرينا سميث، وألان جريج، وتمت قيادة الإنتاج بواسطة دكتور لوك، وسيركوت وكول كوجاك. تم إنشاؤه في يوم واحد، ونفذ غريغ نبضة سرعة الإيقاع المتوسطة، وتصور هولاندر العنوان ولحن البوب روك «جاء للتو». وقد لوحظ تصفيق الريف المتشابهة إلي أغنية كوين المنفردة للعام 1977 تلك «وي ويل روك يو».
حصلت الأغنية في الغالب علي تعليقات إيجابية من نقاد الموسيقى، والذين ركزوا علي جودة الإنتاج وعناصر الروك الخاصة به. عند إصدار ألبوم خذني إلى المنزل، ظهرت أغنية «اجعليني ارقص» في المرتبة الأولي علي قائمة ببلنغ تحت الهوت 100 بالولايات المتحدة بسبب مبيعات التحميل الرقمي القوية، وبلغت ذروتها في النهاية في المرتبة 98 علي بيلبورد هوت 100 بالولايات المتحدة.

## وصلات خارجية
- "Rock Me" at Musicnotes.com (إيمي ميوزيك للنشر)